# Filipe Luís Kasmirski
Filipe Luís Kasmirski (Jaraguá do Sul, 9 agosto 1985) è un allenatore di calcio ed ex calciatore brasiliano di origini polacche, di ruolo difensore, tecnico del Flamengo.

## Biografia
Possiede altri due passaporti oltre a quello brasiliano: quello polacco e quello italiano. I nonni di Filipe Luís vengono dall'Italia (le due nonne), dall'Austria (il nonno materno) e dalla Polonia (il nonno paterno).

## Carriera

### Calciatore

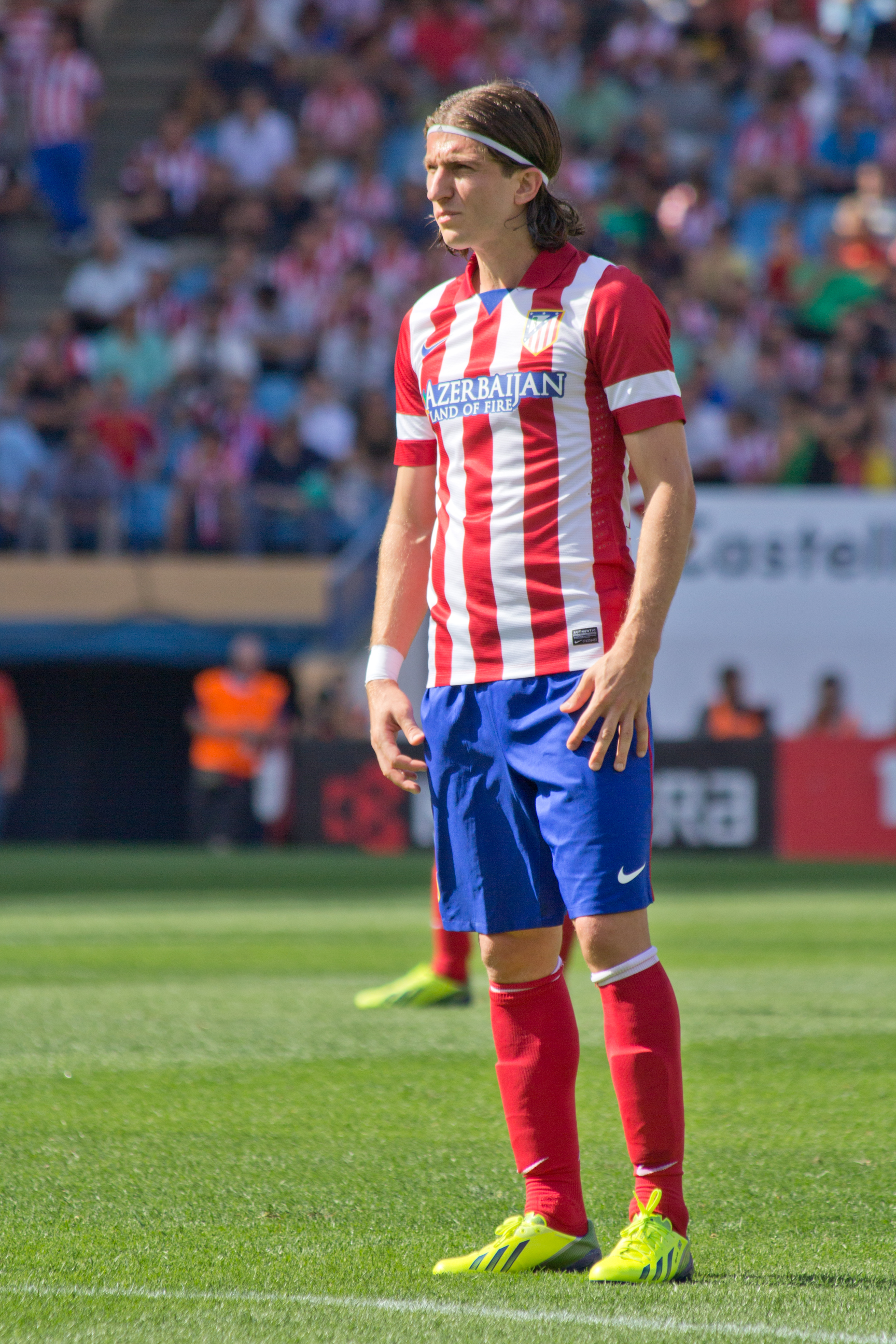
Filipe Luís con la maglia dell'Atlético Madrid nel 2013

Cresciuto nelle giovanili della Figueirense, nel 2004 passa in prestito all'Ajax. Il 18 agosto 2005 viene ingaggiato dal Rentistas in Uruguay, ma viene girato in prestito al Real Madrid, anche se disputa la stagione con il Real Madrid Castilla.
Nel 2006 viene ceduto ancora in prestito dal Rentistas, ancora in un'altra squadra spagnola, il Deportivo La Coruña con un'opzione di riscatto definitivo di 2,2 milioni di euro.
Nella stagione 2006-2007 nella Liga spagnola disputa poche partite, ma il suo prestito viene prorogato per un altro anno con le stesse clausole contrattuali. Nella stagione 2007-2008, dopo il passaggio di Joan Capdevila al Villarreal, Filipe Luís diventa il terzino sinistro titolare del Deportivo e gioca con più continuità.
Il 10 giugno 2008 il Deportivo riscatta il giocatore, facendogli firmare un contratto di 5 anni.
Nella stagione 2008-2009, la sua prima stagione da titolare, è l'unico giocatore di movimento della Liga a giocare tutte le 38 partite del campionato spagnolo.
Il 23 gennaio 2010, in una gara di campionato contro l'Atlético Bilbao, subisce la frattura del perone destro in uno scontro con il portiere basco Gorka Iraizoz, ma riesce a tornare in campo dopo soli 4 mesi dall'incidente, nella partita contro il Maiorca vinta dal Deportivo per 1-0.
Il 23 luglio 2010 firma un contratto quinquennale con l'Atlético Madrid. Debutta con i Colchoneros il 26 settembre seguente, nella partita di campionato contro il Real Saragozza, dove ha servito il suo primo assist al connazionale Diego Costa.
Durante la sua prima stagione si ritroverà a lottare per la titolarità con il giovane Antonio López Guerrero. Il 10 aprile 2011 ha messo a segno la sua prima rete in una gara vinta dai Colchoneros per 3-0 contro la Real Sociedad. Il 17 gennaio 2013 ha messo a segno la sua seconda rete contro il Real Betis in una gara di Coppa del Re, che l'Atlético Madrid vincerà a fine stagione battendo i rivali del Real Madrid in finale.
Ha fatto il suo debutto in Champions League nella stagione 2013-2014, aiutando i propri compagni ad assicurarsi il primo posto nel girone mettendo a segno una rete nel 4-0 refilato all'Austria Vienna. Tuttavia, divenne un volto fondamentale di quella stagione facendo parte di una retroguardia che lasciò passare 26 reti in 38 gare di campionato, con tanto di conquista del titolo a fine stagione dopo 18 anni. Nonostante la sconfitta in finale di Champions League contro il Real Madrid, il brasiliano viene comunque votato come miglior difensore del campionato spagnolo insieme al compagno João Miranda.
In quattro stagioni colleziona 180 presenze e 5 gol e vince due supercoppe europee, una Europa League, una Coppa di Spagna e una Liga.
Il 16 luglio 2014 viene acquistato per 20 milioni di euro dal Chelsea, con cui firma un contratto triennale. Il giocatore ha deciso di vestire la maglia numero 3, lasciata libera da Ashley Cole appena trasferitosi alla Roma. Durante la prima gara di campionato giocata contro il Burnley il giocatore non viene utilizzato a causa della presenza di César Azpilicueta; in seguito il brasiliano ha dichiarato di non essere deluso della decisione di essere una seconda scelta, paragonando la propria situazione a quella che stava affrontando in quel momento Petr Čech, messo in panchina dal giovane Thibaut Courtois. Il 30 agosto seguente fa il suo esordio con la nuova maglia, nella vittoria per 6-3 sul campo dell'Everton, subentrando a Eden Hazard al 83º minuto di gioco. Il 16 dicembre segna il suo primo gol con i Blues, nel match di League Cup contro il Derby County (3-1). A fine stagione vince la Coppa di Lega e la Premier League. Nella sua prima ed unica annata al Chelsea totalizza 26 partite tra campionato e coppe, realizzando anche un gol. Il 21 luglio 2015 il tecnico José Mourinho dichiara che il terzino brasiliano non avrebbe continuato la propria esperienza con i Blues.
Il 28 luglio 2015 fa ritorno all'Atlético Madrid, che lo acquista dal Chelsea per 15 milioni di euro. Il giocatore firma con i Colchoneros un contratto quadriennale.
Ha disputato la sua gara di ritorno il 22 agosto 2015 contro il neopromosso Las Palmas (1-0), stessa squadra alla quale il brasiliano segnerà la sua prima rete dopo il ritorno. Il 30 gennaio 2016 ha ottenuto il suo primo cartellino rosso durante il primo tempo di una gara persa per 2-1 contro il Barcellona per via di un duro intervento su Lionel Messi, che gli costerà una squalifica di tre giornate. Il 21 settembre 2016, in occasione del pareggio per 1-1 al Camp Nou contro il Barcellona, gioca la sua 164ª partita con l'Atlético diventando il calciatore brasiliano con più gare disputate in Liga nella storia dei Rojiblancos. Il 28 ottobre 2017 gioca la sua 200ª partita in campionato con la maglia del club di Madrid.
Il 15 marzo 2018, durante la partita di ritorno degli ottavi di Europa League, vinta per 1-5 contro la Lokomotiv Mosca, in seguito ad uno scontro di gioco con Éder riporta la frattura del perone sinistro, terminando così anzitempo la stagione e dovendo forzatamente saltare il campionato del mondo 2018. Operato il giorno seguente, subisce uno stop forzato di almeno due mesi. Il 12 maggio 2018, in occasione della vittoria esterna per 1-0 contro il Getafe, gioca la sua 300ª partita con la maglia dell'Atlético. Con 333 partite giocate, è il 18º calciatore con più presenze nella storia dei colchoneros. Ha lasciato la squadra il 30 giugno 2019 in scadenza di contratto.
Svincolatosi dall'Atlético Madrid, il 23 luglio 2019 si trasferisce a parametro zero al Flamengo. Con i brasiliani firma un contratto di due anni e mezzo, valido fino al 31 dicembre 2021. Nel novembre 2019 vince sia la Coppa Libertadores che il campionato brasiliano. Nel 2020 vince la Recopa Sudamericana ,la Supercoppa del Brasile e il Campeonato Brasileiro Série A. Si ritira dal calcio giocato il 6 dicembre 2023 dopo la fase finale del Campeonato Brasileiro Série A 2023.
Debutta con la nazionale brasiliana contro il Venezuela il 14 ottobre 2009 in un match valido per le qualificazioni al campionato mondiale di calcio 2010. Convocato ma mai utilizzato per la Confederations Cup 2013, gioca però da titolare la Copa América 2015.
Viene convocato per la Copa América Centenario negli Stati Uniti.

## Statistiche

### Presenze e reti nei club
Statistiche aggiornate al 18 novembre 2021.
| Stagione               | Squadra                | Campionato             | Campionato | Campionato | Coppe nazionali | Coppe nazionali | Coppe nazionali | Coppe continentali | Coppe continentali | Coppe continentali | Altre coppe | Altre coppe | Altre coppe | Totale | Totale |
| Stagione               | Squadra                | Comp                   | Pres       | Reti       | Comp            | Pres            | Reti            | Comp               | Pres               | Reti               | Comp        | Pres        | Reti        | Pres   | Reti   |
| ---------------------- | ---------------------- | ---------------------- | ---------- | ---------- | --------------- | --------------- | --------------- | ------------------ | ------------------ | ------------------ | ----------- | ----------- | ----------- | ------ | ------ |
| 2003                   | Figueirense            | CC+A                   | 14+5       | 1+1        | CB              | 3               | 1               | -                  | -                  | -                  | -           | -           | -           | 22     | 3      |
| 2004                   | Figueirense            | CC+A                   | ?+17       | ?+0        | CB              | 2               | 0               | -                  | -                  | -                  | -           | -           | -           | 19     | 0      |
| Totale Figueirense     | Totale Figueirense     | Totale Figueirense     | 14+22      | 1+1        |                 | 5               | 1               |                    |                    |                    |             |             |             | 41     | 3      |
| 2004-2005              | Ajax                   | ED                     | 0          | 0          | CO              | 0               | 0               | UCL+CU             | 0+0                | 0                  | SO          | 0           | 0           | 0      | 0      |
| 2005-2006              | Real Madrid Castilla   | SD                     | 37         | 0          | CR              | 0               | 0               | -                  | -                  | -                  | -           | -           | -           | 37     | 0      |
| 2006-2007              | Deportivo              | PD                     | 19         | 0          | CR              | 7               | 1               | -                  | -                  | -                  | -           | -           | -           | 26     | 1      |
| 2007-2008              | Deportivo              | PD                     | 33         | 1          | CR              | 2               | 0               | -                  | -                  | -                  | -           | -           | -           | 35     | 1      |
| 2008-2009              | Deportivo              | PD                     | 38         | 2          | CR              | 2               | 0               | Int+CU             | 2+10               | 0                  | -           | -           | -           | 52     | 2      |
| 2009-2010              | Deportivo              | PD                     | 21         | 3          | CR              | 2               | 1               | -                  | -                  | -                  | -           | -           | -           | 23     | 4      |
| Totale Deportivo       | Totale Deportivo       | Totale Deportivo       | 111        | 6          |                 | 13              | 2               |                    | 12                 | 0                  |             |             |             | 136    | 8      |
| 2010-2011              | Atlético Madrid        | PD                     | 27         | 1          | CR              | 6               | 0               | UEL                | 3                  | 0                  | SU          | 0           | 0           | 36     | 1      |
| 2011-2012              | Atlético Madrid        | PD                     | 36         | 0          | CR              | 1               | 0               | UEL                | 16                 | 0                  | -           | -           | -           | 53     | 0      |
| 2012-2013              | Atlético Madrid        | PD                     | 32         | 1          | CR              | 6               | 2               | UEL                | 3                  | 0                  | SU          | 1           | 0           | 42     | 3      |
| 2013-2014              | Atlético Madrid        | PD                     | 32         | 0          | CR              | 5               | 0               | UCL                | 10                 | 1                  | SS          | 2           | 0           | 49     | 1      |
| 2014-2015              | Chelsea                | PL                     | 15         | 0          | FACup+CdL       | 1+5             | 0+1             | UCL                | 5                  | 0                  | -           | -           | -           | 26     | 1      |
| 2015-2016              | Atlético Madrid        | PD                     | 32         | 1          | CR              | 3               | 0               | UCL                | 10                 | 0                  | -           | -           | -           | 45     | 1      |
| 2016-2017              | Atlético Madrid        | PD                     | 34         | 3          | CR              | 4               | 0               | UCL                | 10                 | 0                  | -           | -           | -           | 48     | 3      |
| 2017-2018              | Atlético Madrid        | PD                     | 20         | 1          | CR              | 0               | 0               | UCL+UEL            | 6+2                | 0+0                | -           | -           | -           | 28     | 1      |
| 2018-2019              | Atlético Madrid        | PD                     | 27         | 2          | CR              | 0               | 0               | UCL                | 5                  | 0                  | SU          | 0           | 0           | 32     | 2      |
| Totale Atlético Madrid | Totale Atlético Madrid | Totale Atlético Madrid | 240        | 9          |                 | 25              | 2               |                    | 65                 | 1                  |             | 3           | 0           | 333    | 12     |
| 2019                   | Flamengo               | A/RJ+A                 | 0+16       | 0+0        | CB              | -               | -               | CL                 | 5                  | 0                  | Cmc         | 2           | 0           | 23     | 0      |
| 2020                   | Flamengo               | A/RJ+A                 | 8+31       | 1+2        | CB              | 2               | 0               | CL                 | 5                  | 0                  | RS+SdB      | 2+1         | 0+0         | 49     | 3      |
| 2021                   | Flamengo               | A/RJ+A                 | 5+22       | 0+0        | CB              | 3               | 0               | CL                 | 11                 | 0                  | SdB         | 1           | 0           | 42     | 0      |
| 2022                   | Flamengo               | A/RJ+A                 | 10+10      | 1+0        | CB              | 8               | 0               | CL                 | 11                 | 0                  | SdB         | 1           | 0           | 40     | 1      |
| 2023                   | Flamengo               | A/RJ+A                 | 4+10       | 0+0        | CB              | 2               | 0               | CL                 | 5                  | 0                  | -           | -           | -           | 21     | 0      |
| Totale Flamengo        | Totale Flamengo        | Totale Flamengo        | 27+88      | 2+2        |                 | 15              | 0               |                    | 37                 | 0                  |             | 7           | 0           | 174    | 4      |
| Totale carriera        | Totale carriera        | Totale carriera        | 554        | 21         |                 | 64              | 6               |                    | 119                | 1                  |             | 10          | 0           | 747    | 28     |

### Presenze e reti in nazionale
| Cronologia completa delle presenze e delle reti in nazionale ― Brasile | Cronologia completa delle presenze e delle reti in nazionale ― Brasile | Cronologia completa delle presenze e delle reti in nazionale ― Brasile | Cronologia completa delle presenze e delle reti in nazionale ― Brasile | Cronologia completa delle presenze e delle reti in nazionale ― Brasile | Cronologia completa delle presenze e delle reti in nazionale ― Brasile | Cronologia completa delle presenze e delle reti in nazionale ― Brasile | Cronologia completa delle presenze e delle reti in nazionale ― Brasile |
| Data                                                                   | Città                                                                  | In casa                                                                | Risultato                                                              | Ospiti                                                                 | Competizione                                                           | Reti                                                                   | Note                                                                   |
| ---------------------------------------------------------------------- | ---------------------------------------------------------------------- | ---------------------------------------------------------------------- | ---------------------------------------------------------------------- | ---------------------------------------------------------------------- | ---------------------------------------------------------------------- | ---------------------------------------------------------------------- | ---------------------------------------------------------------------- |
| 14-10-2009                                                             | Campo Grande                                                           | Brasile                                                                | 0 – 0                                                                  | Venezuela                                                              | Qual. Mondiali 2010                                                    | -                                                                      | 75’                                                                    |
| 6-2-2013                                                               | Londra                                                                 | Inghilterra                                                            | 2 – 1                                                                  | Brasile                                                                | Amichevole                                                             | -                                                                      | 70’                                                                    |
| 21-3-2013                                                              | Ginevra                                                                | Italia                                                                 | 2 – 2                                                                  | Brasile                                                                | Amichevole                                                             | -                                                                      | 70’ 77’                                                                |
| 2-6-2013                                                               | Rio de Janeiro                                                         | Brasile                                                                | 2 – 2                                                                  | Inghilterra                                                            | Amichevole                                                             | -                                                                      | 46’                                                                    |
| 5-9-2014                                                               | Miami Gardens                                                          | Brasile                                                                | 1 – 0                                                                  | Colombia                                                               | Amichevole                                                             | -                                                                      |                                                                        |
| 9-9-2014                                                               | East Rutherford                                                        | Brasile                                                                | 1 – 0                                                                  | Ecuador                                                                | Amichevole                                                             | -                                                                      |                                                                        |
| 11-10-2014                                                             | Pechino                                                                | Brasile                                                                | 2 – 0                                                                  | Argentina                                                              | Superclásico de las Américas 2014                                      | -                                                                      |                                                                        |
| 14-10-2014                                                             | Singapore                                                              | Giappone                                                               | 0 – 4                                                                  | Brasile                                                                | Amichevole                                                             | -                                                                      |                                                                        |
| 12-11-2014                                                             | Istanbul                                                               | Turchia                                                                | 0 – 4                                                                  | Brasile                                                                | Amichevole                                                             | -                                                                      |                                                                        |
| 18-11-2014                                                             | Vienna                                                                 | Austria                                                                | 1 – 2                                                                  | Brasile                                                                | Amichevole                                                             | -                                                                      |                                                                        |
| 26-3-2015                                                              | Saint-Denis                                                            | Francia                                                                | 1 – 3                                                                  | Brasile                                                                | Amichevole                                                             | -                                                                      |                                                                        |
| 29-3-2015                                                              | Londra                                                                 | Brasile                                                                | 1 – 0                                                                  | Cile                                                                   | Amichevole                                                             | -                                                                      |                                                                        |
| 7-6-2015                                                               | San Paolo                                                              | Brasile                                                                | 2 – 0                                                                  | Messico                                                                | Amichevole                                                             | -                                                                      |                                                                        |
| 10-6-2015                                                              | Porto Alegre                                                           | Brasile                                                                | 1 – 0                                                                  | Honduras                                                               | Amichevole                                                             | -                                                                      |                                                                        |
| 14-6-2015                                                              | Temuco                                                                 | Brasile                                                                | 2 – 1                                                                  | Perù                                                                   | Coppa America 2015 - 1º turno                                          | -                                                                      | 56’                                                                    |
| 17-6-2015                                                              | Santiago del Cile                                                      | Brasile                                                                | 0 – 1                                                                  | Colombia                                                               | Coppa America 2015 - 1º turno                                          | -                                                                      |                                                                        |
| 21-6-2015                                                              | Santiago del Cile                                                      | Brasile                                                                | 2 – 1                                                                  | Venezuela                                                              | Coppa America 2015 - 1º turno                                          | -                                                                      |                                                                        |
| 27-6-2015                                                              | Concepción                                                             | Brasile                                                                | 1 – 1 (3–4 dtr)                                                        | Paraguay                                                               | Coppa America 2015 - Quarti di finale                                  | -                                                                      |                                                                        |
| 14-10-2015                                                             | Fortaleza                                                              | Brasile                                                                | 3 – 1                                                                  | Venezuela                                                              | Qual. Mondiali 2018                                                    | -                                                                      |                                                                        |
| 14-11-2015                                                             | Buenos Aires                                                           | Argentina                                                              | 1 – 1                                                                  | Brasile                                                                | Qual. Mondiali 2018                                                    | -                                                                      |                                                                        |
| 18-11-2015                                                             | Salvador                                                               | Brasile                                                                | 3 – 0                                                                  | Perù                                                                   | Qual. Mondiali 2018                                                    | 1                                                                      |                                                                        |
| 26-3-2016                                                              | Recife                                                                 | Brasile                                                                | 2 – 2                                                                  | Uruguay                                                                | Qual. Mondiali 2018                                                    | -                                                                      |                                                                        |
| 30-3-2016                                                              | Asunción                                                               | Paraguay                                                               | 2 – 2                                                                  | Brasile                                                                | Qual. Mondiali 2018                                                    | -                                                                      |                                                                        |
| 3-6-2016                                                               | Pasadena                                                               | Brasile                                                                | 0 – 0                                                                  | Ecuador                                                                | Coppa America Centenario - 1º turno                                    | -                                                                      |                                                                        |
| 7-6-2016                                                               | Orlando                                                                | Brasile                                                                | 7 – 1                                                                  | Haiti                                                                  | Coppa America Centenario - 1º turno                                    | -                                                                      |                                                                        |
| 11-6-2016                                                              | Foxborough                                                             | Perù                                                                   | 1 – 0                                                                  | Brasile                                                                | Coppa America Centenario - 1º turno                                    | -                                                                      |                                                                        |
| 6-10-2016                                                              | Natal                                                                  | Brasile                                                                | 5 – 0                                                                  | Bolivia                                                                | Qual. Mondiali 2018                                                    | 1                                                                      |                                                                        |
| 11-10-2016                                                             | Mérida                                                                 | Venezuela                                                              | 0 – 2                                                                  | Brasile                                                                | Qual. Mondiali 2018                                                    | -                                                                      | cap.                                                                   |
| 15-11-2016                                                             | Lima                                                                   | Perù                                                                   | 0 – 2                                                                  | Brasile                                                                | Qual. Mondiali 2018                                                    | -                                                                      |                                                                        |
| 9-6-2017                                                               | Melbourne                                                              | Brasile                                                                | 0 – 1                                                                  | Argentina                                                              | Amichevole                                                             | -                                                                      |                                                                        |
| 5-9-2017                                                               | Barranquilla                                                           | Colombia                                                               | 1 – 1                                                                  | Brasile                                                                | Qual. Mondiali 2018                                                    | -                                                                      |                                                                        |
| 3-6-2018                                                               | Liverpool                                                              | Brasile                                                                | 2 – 0                                                                  | Croazia                                                                | Amichevole                                                             | -                                                                      | 60’                                                                    |
| 10-6-2018                                                              | Vienna                                                                 | Austria                                                                | 0 – 3                                                                  | Brasile                                                                | Amichevole                                                             | -                                                                      | 67’                                                                    |
| 27-6-2018                                                              | Mosca                                                                  | Serbia                                                                 | 0 – 2                                                                  | Brasile                                                                | Mondiali 2018 - 1º turno                                               | -                                                                      | 10’                                                                    |
| 2-7-2018                                                               | Samara                                                                 | Brasile                                                                | 2 – 0                                                                  | Messico                                                                | Mondiali 2018 - Ottavi di finale                                       | -                                                                      | 43’                                                                    |
| 8-9-2018                                                               | East Rutherford                                                        | Stati Uniti                                                            | 0 – 2                                                                  | Brasile                                                                | Amichevole                                                             | -                                                                      |                                                                        |
| 16-10-2018                                                             | Gedda                                                                  | Brasile                                                                | 1 – 0                                                                  | Argentina                                                              | Amichevole                                                             | -                                                                      |                                                                        |
| 16-11-2018                                                             | Londra                                                                 | Brasile                                                                | 1 – 0                                                                  | Uruguay                                                                | Amichevole                                                             | -                                                                      |                                                                        |
| 6-6-2019                                                               | Brasilia                                                               | Brasile                                                                | 2 – 0                                                                  | Qatar                                                                  | Amichevole                                                             | -                                                                      | 72’                                                                    |
| 9-6-2019                                                               | Porto Alegre                                                           | Brasile                                                                | 7 – 0                                                                  | Honduras                                                               | Amichevole                                                             | -                                                                      |                                                                        |
| 14-6-2019                                                              | San Paolo                                                              | Brasile                                                                | 3 – 0                                                                  | Bolivia                                                                | Coppa America 2019 - 1º turno                                          | -                                                                      |                                                                        |
| 18-6-2019                                                              | Salvador                                                               | Brasile                                                                | 0 – 0                                                                  | Venezuela                                                              | Coppa America 2019 - 1º turno                                          | -                                                                      |                                                                        |
| 22-6-2019                                                              | San Paolo                                                              | Perù                                                                   | 0 – 5                                                                  | Brasile                                                                | Coppa America 2019 - 1º turno                                          | -                                                                      | 57’                                                                    |
| 27-6-2019                                                              | Porto Alegre                                                           | Brasile                                                                | 0 – 0 (4 – 3 dtr)                                                      | Paraguay                                                               | Coppa America 2019 - Quarti di finale                                  | -                                                                      | 44’ 46’                                                                |
| Totale                                                                 |                                                                        | Presenze                                                               | 44                                                                     |                                                                        | Reti                                                                   | 2                                                                      |                                                                        |

### Statistiche da allenatore
Statistiche aggiornate al 11 juillet 2025. In grassetto le competizioni vinte.
| Stagione        | Squadra         | Campionato      | Campionato | Campionato | Campionato | Campionato | Coppe nazionali | Coppe nazionali | Coppe nazionali | Coppe nazionali | Coppe nazionali | Coppe continentali | Coppe continentali | Coppe continentali | Coppe continentali | Coppe continentali | Altre coppe | Altre coppe | Altre coppe | Altre coppe | Altre coppe | Totale | Totale | Totale | Totale | % Vittorie | Piazzamento |
| Stagione        | Squadra         | Comp            | G          | V          | N          | P          | Comp            | G               | V               | N               | P               | Comp               | G                  | V                  | N                  | P                  | Comp        | G           | V           | N           | P           | G      | V      | N      | P      | %          | Piazzamento |
| --------------- | --------------- | --------------- | ---------- | ---------- | ---------- | ---------- | --------------- | --------------- | --------------- | --------------- | --------------- | ------------------ | ------------------ | ------------------ | ------------------ | ------------------ | ----------- | ----------- | ----------- | ----------- | ----------- | ------ | ------ | ------ | ------ | ---------- | ----------- |
| ott.-dic. 2024  | Flamengo        | A               | 11         | 6          | 4          | 1          | CB              | 3               | 3               | 0               | 0               | CL                 | -                  | -                  | -                  | -                  | -           | -           | -           | -           | -           | 14     | 9      | 4      | 1      | 64,29      | Sub, 3°     |
| 2025            | Flamengo        | A1/RJ+A         | 11+11      | 9+7        | 2+3        | 0+1        | CB              | 2               | 2               | 0               | 0               | CL                 | 6                  | 3                  | 2                  | 1                  | SB+Cmc      | 1+4         | 1+2         | 0+1         | 0+1         | 35     | 24     | 8      | 3      | 68,57      | in corso    |
| Totale carriera | Totale carriera | Totale carriera | 33         | 22         | 9          | 2          |                 | 5               | 5               | 0               | 0               |                    | 6                  | 3                  | 2                  | 1                  |             | 5           | 3           | 1           | 1           | 49     | 33     | 12     | 4      | 67,35      |             |

## Palmarès

### Giocatore

#### Club

##### Competizioni statali
- Campionato carioca: 2

Flamengo: 2020 2021
- Taça Guanabara: 2

Flamengo: 2020 2021

##### Competizioni nazionali
- Coppa di Spagna: 1

Atlético Madrid: 2012-2013
- Campionato spagnolo: 1

Atlético Madrid: 2013-2014
- Coppa di Lega inglese: 1

Chelsea: 2014-2015
- Campionato inglese: 1

Chelsea: 2014-2015
- Campionato brasiliano: 2

Flamengo 2019, 2020
- Supercoppa del Brasile: 2

Flamengo: 2020, 2021
- Coppa del Brasile: 1

Flamengo: 2022

##### Competizioni internazionali
- UEFA Europa League: 2

Atlético Madrid: 2011-2012, 2017-2018
- Supercoppa UEFA: 3

Atlético Madrid: 2010, 2012, 2018
- Coppa Libertadores: 2

Flamengo: 2019, 2022
- Recopa Sudamericana: 1

Flamengo: 2020

#### Nazionale
- Confederations Cup: 1

Brasile 2013
- Coppa America: 1

Brasile 2019

### Allenatore

#### Competizioni statali
- Campionato carioca: 1

Flamengo: 2025
- Taça Guanabara: 1

Flamengo: 2025

#### Competizioni nazionali
- Coppa del Brasile: 1

Flamengo: 2024
- Supercoppa del Brasile: 1

Flamengo: 2025

#### Competizioni giovanili
- Coppa Intercontinentale Under-20: 1

Flamengo: 2024